# Besart Abdurahimi
Besart Abdurahimi (n. 31 iulie 1990, Zagreb, Republica Socialistă Croația, RSF Iugoslavia) este un fotbalist macedonean.
Între 2014 și 2015, Abdurahimi a jucat 11 de meciuri și a marcat 1 goluri pentru echipa națională a Macedoniei de Nord.

## Statistici
| Macedonia | Macedonia | Macedonia |
| An        | Meciuri   | Goluri    |
| --------- | --------- | --------- |
| 2014      | 5         | 1         |
| 2015      | 6         | 0         |
| Total     | 11        | 1         |